# باول مكدويل
باول مكدويل (بالإنجليزية: Paul McDowell)‏ (15 أغسطس 1931 في لندن - 2 مايو 2016)، هو كاتب وممثل إنجليزي. ظهر في العديد من الانتاجات التلفزيونية على مدى 40 عاماً.

## وصلات خارجية
- باول مكدويل على موقع IMDb (الإنجليزية)
- باول مكدويل على موقع قاعدة بيانات الفيلم (الإنجليزية)